# 山形県道102号南陽川西線
山形県道102号南陽川西線（やまがたけんどう102ごう なんようかわにしせん）は山形県南陽市と東置賜郡川西町を結ぶ一般県道である。

## 概要

### 路線データ
- 起点：山形県南陽市元中山
- 終点：山形県東置賜郡川西町中小松

## 歴史
- 2015年（平成27年）4月1日 - 国道13号の上山バイパスに並行する南陽市川樋から元中山の区間（羽州街道）の管理者が国から山形県に移管され、起点が南陽市椚塚から元中山に変更された[2]。
- 2024年（令和6年）5月5日 - 南陽市宮内地内、向山公園東側付近で発生した山火事の消火活動のため、元中山交差点から川樋交差点まで通行止[3]。

## 路線状況

### 総延長
- 20.4km

### 重複区間
- 山形県道3号米沢南陽白鷹線（南陽市関根 - 川西町高山）
- 国道399号（南陽市椚塚 - 南陽市赤湯字川尻）
- 国道13号（南陽市赤湯・鳥上坂Y字交差点 - 南陽市川樋）

## 地理

### 通過する自治体
- 山形県
  - 南陽市 - 川西町

### 接続路線
- 国道13号（起点）
- 山形県道238号原中川停車場線
- 山形県道156号赤湯停車場線
- 国道399号
- 国道113号
- 山形県道157号赤湯停車場大橋線
- 山形県道241号梨郷赤湯停車場線
- 国道113号赤湯バイパス
- 山形県道3号米沢南陽白鷹線
- 山形県道242号大塚米沢線
- 国道287号・山形県道248号上伊佐沢川西線（終点）

### 沿道の施設など
- 中川駅
- 赤湯駅
- 南陽警察署
- 南陽ショッピングセンター
- 南陽市立沖郷中学校
- 南陽市立赤湯中学校